# 刘范村社区
35°54′59″N 116°28′04″E / 35.91648°N 116.467733°E

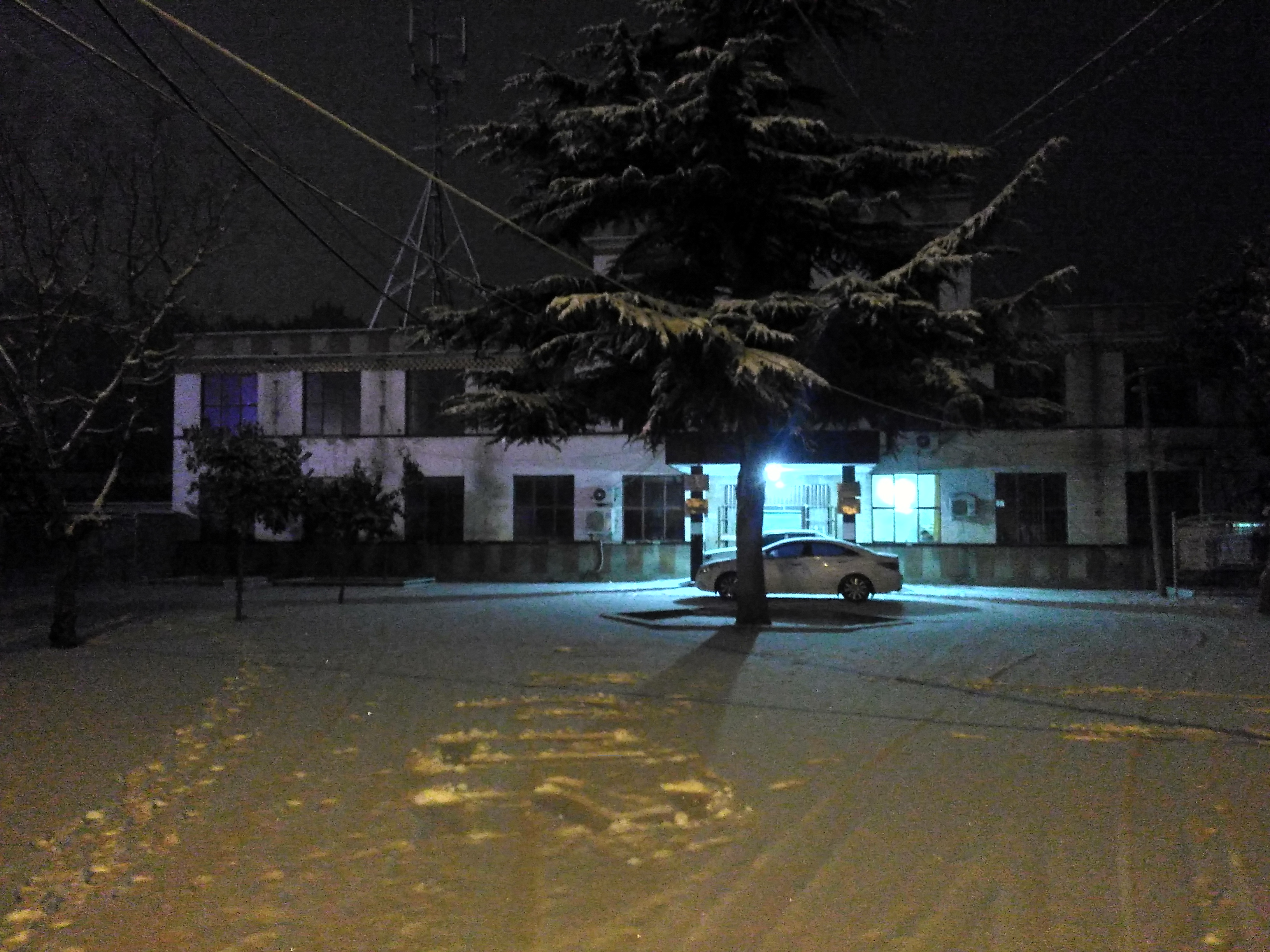
刘范村社区居民委员会

刘范村社区是山东省东平县东平街道下辖的一个居民社区，位于东平县城东南部，2001年之前曾为东平镇政府驻地。
該社區南邻李范村社区，北临东山，1993年有人口1250人，耕地150亩，工农业总产值2050万元。目前该社区有人口6000余人。刘姓为该社区主要姓氏。该社区东有县级文物保护单位李范村汉墓群。